# Gnophos anthracinaria
Gnophos anthracinaria là một loài bướm đêm trong họ Geometridae.